# Rayón, México
Rayón là một đô thị thuộc bang México, México. Năm 2005, dân số của đô thị này là 10953 người.